# Lleu Llaw Gyffes
Lleu Llaw Gyffes (walisische Aussprache  [ˈɬɛɨ ˈɬau ˈɡəfɛs]), auch Llew Llaw Gyffes, ist in der keltischen Mythologie die walisische Entsprechung zum irischen Lugh oder Lugus. Er ist der Sohn der Arianrhod, der Vater bleibt im Dunkeln.

## Etymologie des Namens
Nach Jackson ist aus irisch Lugus über eine angenommene Zwischenstufe *Logus das kymrische Lleu entstanden. Nach Birkhan ist sodann aus dieser älteren Form Lleu, die mit einem Reim gesichert scheint, durch Volksetymologie Llew („Löwe“) entstanden. Einen inhaltlichen Zusammenhang des kymrischen Llaw Gyffes („mit der geschickten/flinken Hand“) gibt es mit dem irischen Beinamen des Lugh, der in der Zweiten Schlacht von Mag Tuired (sam)ildánách („vieler Künste kundig“) und lámfhada („mit der langen Hand“) benannt wird.

## Mythologie
Im „Vierten Zweig des Mabinogi“ (Math fab Mathonwy, „Math, der Sohn Mathonwys“) ist die schöne Jungfrau Goewin die Fußhalterin des Königs Math von Gwynedd. Einer der Neffen des Königs, Gwydyon oder Gilfaethwy, vergewaltigt sie, die daraufhin nicht mehr Fußhalterin sein kann. Math verwandelt seine beiden Neffen zur Strafe für drei Jahre in verschiedene Tiere und lässt sie erst wieder Menschen werden, als sie versprechen, ihm eine andere Jungfrau zu stellen. Die Schwester der beiden, Arianrhod, die sie vorschlagen, ist allerdings bereits schwanger. Ein Kind, Dylan Eil Ton, ist ein Meeresgeschöpf, während das andere bei seiner Geburt nur ein Klumpen ist, den Gwydion in einer Kiste versteckt. Als er es nach einiger Zeit „ausgebrütet“ hat, entsteigt der Kiste ein Knabe, den Gwydyon als Sohn anerkennt.

„Als Gwydion eines Tages in seinem Bett wach lag, vernahm er einen Schrei in der Truhe zu seinen Füßen. Obwohl nicht laut, war er doch so laut, dass er ihn hörte. Da erhob er sich rasch und öffnete die Truhe. Und wie er sie öffnete, erblickte er einen kleinen Knaben, der die Arme durch die Falten des Tuchs streckte und es beiseite schob.“

Seine Mutter Arianrhod belegt dieses Kind voll Zorn mit drei gessi („Tabus“), nämlich, dass nur sie ihm einen Namen und Waffen geben und dass er niemals eine menschliche Frau haben dürfe. Es gelingt aber, sie zu überlisten. Der verkleidete Knabe schießt vor ihren Augen einen Vogel mit dem Pfeil ab, worauf sie ihm den Namen Llew Llaw Gyffes gibt. In einer anderen Verkleidung bringt er sie dazu, ihm Waffen zu überlassen.
Es bleibt nur noch die dritte geis. Darum wendet sich Gwydion an Math und gemeinsam erschaffen sie aus Eiche, Ginster, Gänseblümchen und Lilien (oder Mädesüß) eine Frau namens Blodeuwedd, die Llew auch heiratet. Sie bleibt ihm jedoch nicht treu, sondern lässt sich mit einem Gastfreund namens Goronwy ein. Gemeinsam beschließen sie, Llew zu ermorden, was jedoch kompliziert war, da er nur unter bestimmten Bedingungen sterben konnte. Goronwy muss deshalb ein ganzes Jahr lang damit verbringen, einen steinernen Speer zu bauen.

„Man müsste ein Jahr auf die Fertigung des Speers verwenden, mit dem man mich treffen wollte, und man dürfte nur dann daran arbeiten, wenn die Menschen am Sonntag in der Messe sind.“

Llew als Adler auf der Flucht

Als dies erledigt war, fragt Blodeuwedd ihren Ehegatten, auf welche Art und Weise man ihn ermorden könne. Der naive Llew demonstriert es seiner Ehefrau. Er lässt sich ein Bad ein und bindet eine Ziege daneben an, die ihm beim Ausstieg aus der Wanne helfen solle. Als Llew sich nun erhebt und mit einem Fuß auf dem Badewannenrand und mit dem anderen auf der Ziege steht, kann er getötet werden. Goronwy kommt hervor und schleudert seinen vergifteten Speer auf ihn. Er trifft jedoch nur in seine Seite, und so kann Llew in Gestalt eines Adlers fliehen. Llews Onkel Gwydyon beginnt mit seiner Suche nach ihm und findet den Adler schließlich im Nantlle Valley in einer Baumkrone sitzend vor. Der Adler verliert von seinem Körper faulendes Fleisch, das von einem Schwein (Schweine sind Anderswelt-Tiere) gefressen wird. Er verwandelt Llew daraufhin wieder in einen Menschen. Nach etwa einem Jahr der Genesungszeit tötet Llew seinen Nebenbuhler Goronwy mit dem gleichen Speer und Blodeuwedd wird von Gwydyon in eine Eule verzaubert, als Strafe für ihre Untreue und ihre Intrige.